# Arkansas Woodchopper
Arkansas „Arkie“ Woodchopper (* 2. März 1906 als Luther Ossenbrink; † 23. Juni 1981) war ein US-amerikanischer Old-Time-Musiker. Neben seinen zahlreichen Auftritten im Radio nahm er Platten für  Columbia und Conqueror Records auf.

## Leben

### Kindheit und Jugend
Arkansas Woodchopper wuchs in den Ozark Mountains, nahe der Stadt Knobnoster, Missouri auf. Schon als kleines Kind half er seinem Vater auf der Farm, nebenher arbeitete er einem Lebensmittelladen. Bevor er sich als Trapper seinen Lebensunterhalt verdiente, arbeitete er kurzzeitig an einer Tankstelle. Seine erste Fiddle bekam er im Austausch gegen eine Uhr. Von nun an spielte er in Dance Halls und auf anderen öffentlichen Veranstaltungen. Laut Woodchopper verdiente er 4 Dollar an seinem ersten Auftritt (er spielte insgesamt sechs Stunden).

### Karriere
Seinen ersten Auftritt im Radio bestritt er Kansas, gefolgt von ersten Auftritten im WLS National Barn Dance im Jahre 1930. In diesen Jahren tauschte er die Fiddle gegen die Gitarre ein. Während der nächsten Jahre trat er in vielen verschiedenen Radioshows in ganz Amerika auf. Nebenbei veröffentlichte er Platten bei Columbia und Conqueror, darunter Erfolge wie The Dying Cowboy, Walking Up Town, Old Pal oder Sweet Sunny South, das in der Originalversion von Charlie Poole stammt.
Anfang der 1940er Jahre verlor Woodchopper langsam an Popularität und zog sich mit seiner Frau Vera, die er im Dezember 1937 geheiratet hatte, auf sein Anwesen zurück.
Arkansas Woodchopper verstarb am 23. Juni 1981 im Alter von 75 Jahren.

## Diskographie
| Jahr              | Titel                                                            | Anmerkungen                                           |
| ----------------- | ---------------------------------------------------------------- | ----------------------------------------------------- |
| Conqueror Records |                                                                  |                                                       |
| 193?              | Mrs. Murphy’s Chowder / Frankie and Albert                       | Frankie and Albert im Original von Charley Patton     |
| 193?              | Sweet Sunny South / If Could Only Blot Out The Past              | Sweet Sunny South im Original von Charlie Poole       |
| 193?              | Just Plain Folks / What Is Home Without Love?                    |                                                       |
| 193?              | The Last Great Roundup / Cowboy Jack                             | The Last Great Roundup im Original von Cliff Carlisle |
| 193?              | Texas Cowboy / Bronc That Wouldn’t Bust                          |                                                       |
| 193?              | When It’s Harvest Time / The Little Green Valley                 |                                                       |
| 193?              | Old Pal / Daddy and Home                                         |                                                       |
| 193?              | Little Ah-Sid / Dollar Down And A Dollar A Week With Chicken Pie |                                                       |
| Columbia Records  |                                                                  |                                                       |
| 192?              | The Dying Cowboy / The Cowboys Dream                             |                                                       |
| 1948              | Arkansas Traveller / Mississippi Sawyer                          |                                                       |
| 1948              | Sallie Goodwin / Soldier’s Joy                                   |                                                       |
| 1948              | Walking Up Town / Waggoner                                       |                                                       |
| 1948              | My Love Is A Lassie / Lightfoot Bill                             |                                                       |